# Azerbajdzsán elnökeinek listája
Azerbajdzsán elnökeinek listája tartalmazza Azerbajdzsán elnökeit az 1918. május 18-án kikiáltott Azerbajdzsáni Demokratikus Köztársaság kezdetétől, beleértve az ország szovjet megszállásának, vagyis az Azerbajdzsáni Szovjet Szocialista Köztársaságnak a korszakát, egészen az 1991. szeptember 8-tól, a Szovjetunió felbomlása utáni első elnökválasztási eredménytől mindmáig.

## Azerbajdzsán államfői 1918–tól napjainkig

### Azerbajdzsáni Demokratikus Köztársaság (1918–1920)

#### Az Azerbajdzsáni Demokratikus Köztársaság Nemzeti Tanácsa
| № | a Nemzeti Tanács elnöke | a Nemzeti Tanács elnöke           | hivatali idő    | hivatali idő      | hivatali idő | párt         | kormány     | forr. |
| № | kép | név                               | kezdete         | vége              | nap          | párt         | kormány     | forr. |
| - | --- | --------------------------------- | --------------- | ----------------- | ------------ | ------------ | ----------- | ----- |
| 1 | | Məmməd Əmin Rəsulzadə (1884–1955) | 1918. május 28. | 1918. december 7. | 193          | Müsavat Párt | Rəsulzadə I | [ 1 ] |
| 1 | Rəsulzadə II | Məmməd Əmin Rəsulzadə (1884–1955) | 1918. május 28. | 1918. december 7. | 193          | Müsavat Párt |             | [ 1 ] |
| 1 | Rəsulzadə III | Məmməd Əmin Rəsulzadə (1884–1955) | 1918. május 28. | 1918. december 7. | 193          | Müsavat Párt |             | [ 1 ] |
| 1 | Az Azerbajdzsáni Demokratikus Köztársaság egyik alapítója; a Musavat Párt alapítója; a bakui csatában győzelmet aratott; az ország semlegességet az orosz polgárháború alatt fenntartották; létrehozták az azerbajdzsáni fegyveres erőket. | Məmməd Əmin Rəsulzadə (1884–1955) |                 |                   |              |              |             | [ 1 ] |

#### Az Azerbajdzsáni Demokratikus Köztársaság parlamentjének elnöke
| № | a parlament elnöke                                               | a parlament elnöke                   | hivatali idő      | hivatali idő      | hivatali idő | párt         | kormány      | forr. |
| № | kép                                                              | név                                  | kezdete           | vége              | nap          | párt         | kormány      | forr. |
| - | ---------------------------------------------------------------- | ------------------------------------ | ----------------- | ----------------- | ------------ | ------------ | ------------ | ----- |
| 2 |                                                                  | Əlimərdan bəy Topçubaşov (1862–1934) | 1918. december 7. | 1920. április 27. | 507          | Muszlim Unió | Topçubaşov I | [ 2 ] |
| 2 | Topçubaşov II                                                    | Əlimərdan bəy Topçubaşov (1862–1934) | 1918. december 7. | 1920. április 27. | 507          | Muszlim Unió |              | [ 2 ] |
| 2 | Az Azerbajdzsáni Demokratikus Köztársaság nemzetközi elismerése. | Əlimərdan bəy Topçubaşov (1862–1934) |                   |                   |              |              |              | [ 2 ] |

## Kaukázusontúli Szovjet Szövetségi Szocialista Köztársaság (1922–1936) és Azerbajdzsáni Szovjet Szocialista Köztársaság (1936–1991)

### Az Azerbejdzsáni SZSZK Kommunista Pártjának elnöke
| № | elnök                                                                     | elnök                            | hivatali idő                                                                                               | hivatali idő         | hivatali idő | párt                                    | kormány    | forr. |
| № | kép                                                                       | név                              | kezdete | vége                 | nap          | párt                                    | kormány    | forr. |
| - | ------------------------------------------------------------------------- | -------------------------------- | --- | -------------------- | ------------ | --------------------------------------- | ---------- | ----- |
| 3 | -                                                                         | Mirzə Davud Hüseynov (1894–1938) | 1920. április 28.                                                                                          | 1920. július 23.     | 86           | Oroszországi Kommunista (bolsevik) Párt | Hüseynov   | [ 3 ] |
| 3 | -                                                                         | Mirzə Davud Hüseynov (1894–1938) | A nagy tisztogatás idején, letartóztatták, államellenes összeesküvéssel vádolták majd 1938-ban kivégezték. |                      |              |                                         |            | [ 3 ] |
| 4 | -                                                                         | Viktor Naneyşvili (1878–1940)    | 1920. július 23.                                                                                           | 1920. szeptember 9.  | 48           | Oroszországi Kommunista (bolsevik) Párt | Naneyşvili | [ 4 ] |
| 4 | -                                                                         | Viktor Naneyşvili (1878–1940)    | A nagy tisztogatás idején, letartóztatták, államellenes összeesküvéssel vádolták, 1940-ben kivégezték.     |                      |              |                                         |            | [ 4 ] |
| 5 |                                                                           | Jelena Sztaszova (1873–1966)     | 1920. szeptember 9.                                                                                        | 1920. szempember 15. | 6            | Oroszországi Kommunista (bolsevik) Párt | Sztaszova  | [ 5 ] |
| 5 | Azerbajdzsán történelmének legrövidebb ideig hivatalban lévő elnöke volt. | Jelena Sztaszova (1873–1966)     | |                      |              |                                         |            | [ 5 ] |
| 6 | -                                                                         | Vlagyimir Dumbadze (1879–1934)   | 1920. szeptember 15.                                                                                       | 1920. november 24.   | 70           | Oroszországi Kommunista (bolsevik) Párt | Dumbadze   | [ 6 ] |
| 6 | -                                                                         | Vlagyimir Dumbadze (1879–1934)   | A nagy tisztogatás idején letartóztatták és a Krímbe száműzték.                                            |                      |              |                                         |            | [ 6 ] |

### Az Azerbejdzsáni SZSZK Kommunista Pártjának főtitkára
| № | Katib | Katib                           | hivatali idő      | hivatali idő     | hivatali idő | párt                                    | kormány    | forr. |
| № | kép | név                             | kezdete           | vége             | nap          | párt                                    | kormány    | forr. |
| - | --- | ------------------------------- | ----------------- | ---------------- | ------------ | --------------------------------------- | ---------- | ----- |
| 7 | | Grigorij Kaminszkij (1895–1938) | 1920. október 24. | 1921. július 24. | 273          | Oroszországi Kommunista (bolsevik) Párt | Kaminszkij | [ 7 ] |
| 7 | A nagy tisztogatás idején, letartóztatták, államellenes összeesküvéssel vádolták majd 1938-ban kivégezték. | Grigorij Kaminszkij (1895–1938) |                   |                  |              |                                         |            | [ 7 ] |

### Azerbajdzsáni Kommunista Párt központi bizottságának vezetői
| №  | Birinci katib | Birinci katib                    | hivatali idő                                                                                               | hivatali idő         | hivatali idő | párt                                    | kormány    | forr.  |
| №  | kép | név                              | kezdete | vége                 | nap          | párt                                    | kormány    | forr.  |
| -- | --- | -------------------------------- | --- | -------------------- | ------------ | --------------------------------------- | ---------- | ------ |
| 8  | | Szergej M. Kirov (1886–1934)     | 1921. július 24.                                                                                           | 1925. január 5.      | 168          | Oroszországi Kommunista (bolsevik) Párt | Kirov      | [ 8 ]  |
| 8  | Kísérletet tett Şuşa körzetében az örmény autonómia kialakítására; nevéhez fűződik Xankəndi átnevezése Sztepanakertre; megszervezte Baku olajszállítását Oroszország felé. | Szergej M. Kirov (1886–1934)     | |                      |              |                                         |            | [ 8 ]  |
| 9  | - | Ruhulla Axundov (1897–1938)      | 1925. január 5.                                                                                            | 1926. január 21.     | 366          | Oroszországi Kommunista (bolsevik) Párt | Axundov    | [ 9 ]  |
| 9  | - | Ruhulla Axundov (1897–1938)      | A nagy tisztogatás idején, letartóztatták, államellenes összeesküvéssel vádolták majd 1938-ban kivégezték. |                      |              |                                         |            | [ 9 ]  |
| 10 | | Levon Mirzoján (1897–1939)       | 1926. január 21.                                                                                           | 1929. július 11.     | 1267         | Oroszországi Kommunista (bolsevik) Párt | Mirzoján   | [ 10 ] |
| 10 | Az azeri értelmiség elnyomásának kezdeményezője volt. | Levon Mirzoján (1897–1939)       | |                      |              |                                         |            | [ 10 ] |
| 11 | | Nyikolaj Gikalo (1897–1938)      | 1929. július 11.                                                                                           | 1930. augusztus 5.   | 390          | Oroszországi Kommunista (bolsevik) Párt | Gikalo     | [ 11 ] |
| 11 | A nagy tisztogatás idején, letartóztatták, államellenes összeesküvéssel vádolták majd 1938-ban kivégezték. | Nyikolaj Gikalo (1897–1938)      | |                      |              |                                         |            | [ 11 ] |
|    | |                                  | |                      |              |                                         |            |        |
| 12 | | Vlagyimir Polonszkij (1893–1937) | 1930. augusztus 5.                                                                                         | 1933. február 7.     | 917          | Oroszországi Kommunista (bolsevik) Párt | Polonszkij | [ 12 ] |
| 12 | A nagy tisztogatás idején, letartóztatták, államellenes összeesküvéssel vádolták majd 1938-ban kivégezték. | Vlagyimir Polonszkij (1893–1937) | |                      |              |                                         |            | [ 12 ] |
| 13 | - | Ruben Rubenov (1894–1937)        | 1933. február 7.                                                                                           | 1933. december 10.   | 306          | Oroszországi Kommunista (bolsevik) Párt | Rubenov    | [ 13 ] |
| 13 | - | Ruben Rubenov (1894–1937)        | A nagy tisztogatás idején, letartóztatták, államellenes összeesküvéssel vádolták majd 193z-ban kivégezték. |                      |              |                                         |            | [ 13 ] |
| 14 | | Mir Cəfər Bağırov (1896–1956)    | 1933. december 10.                                                                                         | 1953. április 6.     | 7057         | Szovjetunió Kommunista Pártja           | Bağırov    | [ 14 ] |
| 14 | Bagirov eredménye, hogy a bakui olajipar átfogó fejlesztése mellett más iparágak is fejlődtek; ugyanakkor vezetése alatt mintegy százezer azerbajdzsáni volt kitév a sztálini elnyomásnak; a második világháború alatt Bağırov mindent megtett, hogy az azerbajdzsáni munkások, parasztok és értelmiségiek harcoljanak a náci megszállók ellen. | Mir Cəfər Bağırov (1896–1956)    | |                      |              |                                         |            | [ 14 ] |
| 15 | | Mir Teymur Yaqubov (1904–1970)   | 1953. április 6.                                                                                           | 1954. február 17.    | 317          | Szovjetunió Kommunista Pártja           | Yaqubov    | [ 15 ] |
| 15 | Az Azerbajdzsáni Kommunista Párt Központi Bizottságának elnöksége állásfoglalást fogadott el "A Baku és Ganja régiók megszüntetéséről" | Mir Teymur Yaqubov (1904–1970)   | |                      |              |                                         |            | [ 15 ] |
| 16 | | İmam Mustafayev (1910–1997)      | 1954. február 17.                                                                                          | 1959. július 10.     | 1969         | Szovjetunió Kommunista Pártja           | Mustafayev |        |
| 16 | Az Azerbajdzsáni Szovjet Szocialista Köztársaság hivatalos nyelvévé tette az azeri nyelvet. | İmam Mustafayev (1910–1997)      | |                      |              |                                         |            |        |
| 17 | | Vəli Axundov (1916–1986)         | 1959. július 10.                                                                                           | 1969. július 14.     | 3657         | Szovjetunió Kommunista Pártja           | Axundov    | [ 16 ] |
| 17 | 1965-ben meghiúsította, hogy Hegyi-Karabah az Örmény Szovjet Szocialista Köztársaság követelésére elkerüljön Azerbajdzsántól. | Vəli Axundov (1916–1986)         | |                      |              |                                         |            | [ 16 ] |
| 18 | | Heydər Əliyev (1923–2003)        | 1969. július 14.                                                                                           | 1982. december 3.    | 4890         | Szovjetunió Kommunista Pártja           | H.Əliyev   | [ 17 ] |
| 18 | Azerbajdzsán gazdasági helyzete átmenetileg javult. | Heydər Əliyev (1923–2003)        | |                      |              |                                         |            | [ 17 ] |
| 19 | | Kamran Bağırov (1933–2000)       | 1982. december 3.                                                                                          | 1988. május 21.      | 1996         | Szovjetunió Kommunista Pártja           | Bağırov    | [ 18 ] |
| 19 | A köztársaság gazdasági helyzete romlott. | Kamran Bağırov (1933–2000)       | |                      |              |                                         |            | [ 18 ] |
| 20 | | Əbdürrəhman Vəzirov (1930–2022)  | 1988. május 21.                                                                                            | 1990. január 25.     | 614          | Szovjetunió Kommunista Pártja           | Vəzirov    | [ 19 ] |
| 20 | Nem tudta megakadályozni a Hegyi-Karabahban lévő örmények szeparatista mozgalmának törekvéseit, és nem tudta megakadályozni, hogy a szovjet csapatok 1990. január 20-án bevonuljanak Azerbajdzsánba. | Əbdürrəhman Vəzirov (1930–2022)  | |                      |              |                                         |            | [ 19 ] |
| 21 | | Ayaz Mütəllibov (1938–2022)      | 1990. január 25.                                                                                           | 1991. szeptember 14. | 597          | Szovjetunió Kommunista Pártja           | Mütəllibov | [ 20 ] |
| 21 | A fekete január néven elhíresült bakui zavargások időszaka és következményei. | Ayaz Mütəllibov (1938–2022)      | |                      |              |                                         |            | [ 20 ] |

## Az Azerbajdzsáni Köztársaság korszaka (1991-től)

### Elnökök
| №  | Prezident         | Prezident                             | hivatali idő        | hivatali idő        | hivatali idő    | párt                          | kormány    | forr.  |
| №  | kép               | név                                   | kezdete             | vége                | nap             | párt                          | kormány    | forr.  |
| -- | ----------------- | ------------------------------------- | ------------------- | ------------------- | --------------- | ----------------------------- | ---------- | ------ |
| 21 |                   | Ayaz Mütəllibov (1938–2022)           | 1991. augusztus 30. | 1992. március 6.    | 189             | pártonkívüli                  | Mütəllibov | [ 20 ] |
| 21 |                   |                                       |                     |                     |                 |                               |            | [ 20 ] |
| —  |                   | Yaqub Məmmədov (ideiglenesen) (1941–) | 1992. március 6.    | 1992. május 14.     | 69              | pártonkívüli                  | —          | [ 21 ] |
| —  |                   |                                       |                     |                     |                 |                               |            | [ 21 ] |
| —  |                   | Ayaz Mütəllibov (1938–2022)           | 1992. május 14.     | 1992. május 18.     | 4               | pártonkívüli                  | Mütəllibov | [ 20 ] |
| —  |                   |                                       |                     |                     |                 |                               |            | [ 20 ] |
| —  |                   | İsa Qəmbər (ideiglenesen) (1957–)     | 1992. május 19.     | 1992. június 16.    | 28              | Azerbajdzsáni Népfront Pártja | —          |        |
| —  |                   |                                       |                     |                     |                 |                               |            |        |
| 22 |                   | Əbülfəz Elçibəy (1938–2000)           | 1992. június 16.    | 1993. szeptember 1. | 442             | Azerbajdzsáni Népfront Pártja | Elçibəy    | [ 22 ] |
| 22 |                   |                                       |                     |                     |                 |                               |            | [ 22 ] |
| 23 |                   | Heydər Əliyev (1923–2003)             | 1993. október 3.    | 1998. október 11.   | 3680            | Új Azerbajdzsán Párt          | H.Əliyev I | [ 23 ] |
| 23 | 1998. október 11. | Heydər Əliyev (1923–2003)             | 2003. október 15.   | H.Əliyev II         | 3680            | Új Azerbajdzsán Párt          |            | [ 23 ] |
| 23 |                   |                                       |                     |                     |                 |                               |            | [ 23 ] |
| 24 |                   | İlham Əliyev (1961–)                  | 2003. október 15.   | 2008. október 15.   | 7812.0015277778 | Új Azerbajdzsán Párt          | İ.Əliyev I | [ 24 ] |
| 24 | 2008. október 15. | İlham Əliyev (1961–)                  | 2013. október 9.    | İ.Əliyev II         | 7812.0015277778 | Új Azerbajdzsán Párt          |            | [ 24 ] |
| 24 | 2013. október 9.  | İlham Əliyev (1961–)                  | 2018. április 11.   | İ.Əliyev III        | 7812.0015277778 | Új Azerbajdzsán Párt          |            | [ 24 ] |
| 24 | 2018. április 11. | İlham Əliyev (1961–)                  | hivatalban          | İ.Əliyev IV         | 7812.0015277778 | Új Azerbajdzsán Párt          |            | [ 24 ] |
| 24 |                   |                                       |                     |                     |                 |                               |            | [ 24 ] |

| Színmagyarázat |
| --- |
| pártonkívüli Müsavat Párt Muszlim Unió Oroszországi Kommunista (bolsevik) Párt Szovjetunió Kommunista Pártja Új Azerbajdzsán Párt Azerbajdzsáni Népfront Pártja |

## Fordítás
- Ez a szócikk részben vagy egészben  az   Azərbaycan dövlət başçılarının siyahısı című azeri Wikipédia-szócikk ezen változatának fordításán alapul.  Az eredeti cikk szerkesztőit annak laptörténete sorolja fel. Ez a jelzés csupán a megfogalmazás eredetét és a szerzői jogokat jelzi, nem szolgál a cikkben szereplő információk forrásmegjelöléseként.